# Otto Erbersdobler

Otto Erbersdobler

Otto Erbersdobler (* 30. April 1895 in Fürstenzell; † 25. Oktober 1981 ebenda) war ein deutscher Kaufmann und Politiker (NSDAP).

## Leben und Wirken
Erbersdobler besuchte die Volksschule in Fürstenzell und die Realschule in Passau. Anschließend wurde er Praktikant im kaufmännischen und technischen Fach – Ziegelei, Granitwerk und Landwirtschaft – im elterlichen und in fremden Betrieben.
Von Mai 1915 bis Dezember 1918 nahm Erbersdobler als Angehöriger des 15. Bayerischen Infanterieregiments am Ersten Weltkrieg teil. Im Krieg wurde er mit dem Eisernen Kreuz beider Klassen und dem Bayerischen Militärverdienstkreuz ausgezeichnet. Er schied als Vizefeldwebel der Reserve aus dem Militärdienst aus. Nach dem Krieg war er zuerst im Außenbetrieb, dann als Büroleiter im elterlichen Ziegelei- und Steinbruchbetrieb tätig. Später wurde er Geschäftsführer der Arbeitsgemeinschaft der Bayerischen Pflastersteinindustrie GmbH in Passau.
Erbersdobler trat im Oktober 1923 kurz vor dem Verbot der Partei infolge des Hitler-Putsches in die NSDAP ein und betätigte sich während des Verbots als Ortsgruppenleiter der Ersatzorganisation Völkischer Block in seiner Heimatgemeinde. Nach der Wiederzulassung der NSDAP trat er zum 8. August 1925 erneut der Partei bei (Mitgliedsnummer 14.607). In der Folgezeit leitete er Ortsgruppen in Fürstenzell und in Bayreuth. 1928 erhielt er ein Mandat im Bezirkstag Passau. Von März 1929 bis April 1932 war Erbersdobler Gauleiter für den Gau Niederbayern. Ebenfalls 1929 wurde er als Reichsredner zugelassen.
Erbersdobler war Chefredakteur der NSDAP-Zeitungen Niederbayerische Rundschau (Oktober 1930 bis Dezember 1931) und der Passauer Wacht (November 1932 bis Januar 1933).
Im Juli 1932 wurde Erbersdobler als Kandidat seiner Partei für den Wahlkreis 25 (Niederbayern) in den Reichstag gewählt. Nach dem vorübergehenden Verlust seines Mandates in den Novemberwahlen 1932 konnte Erbersdobler im März 1933 ins Parlament zurückkehren, dem er in der Folge während der ganzen Dauer der nationalsozialistischen Herrschaft bis 1945 angehörte. Im März 1933 stimmte Erbersdobler für das Ermächtigungsgesetz.
Vom 2. Juni 1933 bis zum 31. März 1943 war Erbersdobler Präsident der Industrie- und Handelskammer Passau und stellvertretender Präsident des Kreistages von Niederbayern-Oberpfalz. Außerdem wurde er Mitglied des Banken- und Arbeitsbeschaffungsausschusses bei der Arbeitsgemeinschaft der Industrie- und Handelskammern in der Reichswirtschaftskammer in Berlin. Erbersdobler war zudem Mitglied der SA; um 1935 betätigte er sich als Schulungsreferent der SA-Brigade 8. Im Dezember 1935 wechselte Erbersdobler von der SA zum Nationalsozialistischen Kraftfahrkorps (NSKK), in dem er bis zum NSKK-Standartenführer in der Motorgruppe Bayrische Ostmark aufstieg. Weiterhin übte er Funktionen im NSDAP-Gau Bayerische Ostmark in Bayreuth aus, unter anderem als Gauamtsleiter für Kommunalpolitik und als Gauschulungsleiter.
Über Erbersdoblers Lebensweg nach Kriegsende ist wenig bekannt; um 1964 lebte er in Gurlan bei Fürstenzell.